# Scherenkust van Hällaryd

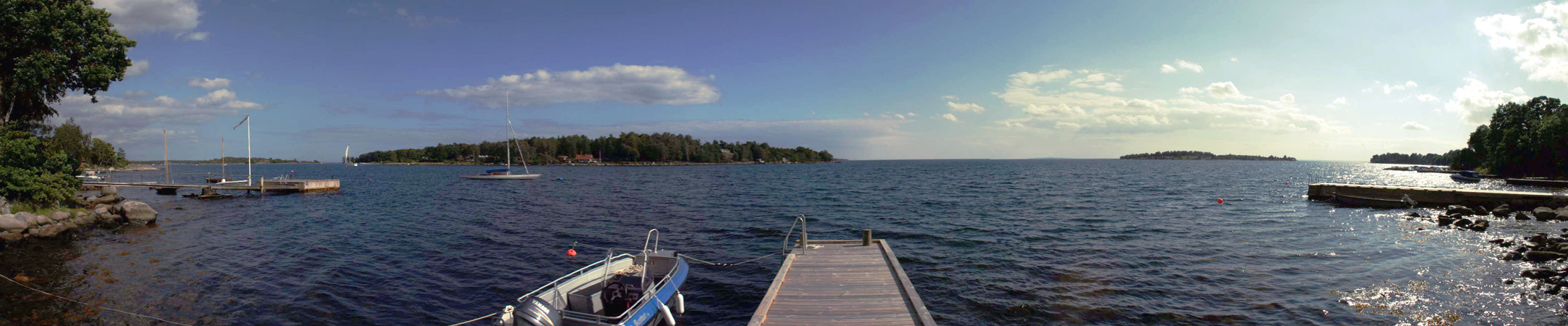
Scherenkust van Hällaryd, gezien vanaf Mattvik. De eilanden op de foto zijn Västra Bokö (links) en Nastensö (rechts)

De scherenkust van Hällaryd (Zweeds: Hällaryds skärgård), ook scherenkust van Karlshamn genoemd, is een archipel met kleine eilanden, zogenoemde scheren, behorend tot de gemeente Karlshamn in de provincie Blekinge län in Zweden. Op het vasteland tegen over de archipel ligt de plaats Matvik. Het grootste eiland van de archipel is Tärnö. 
In de jaren 20 woonde er ongeveer 600 mensen op de eilanden van deze scherenkust. Na de Tweede Wereldoorlog verhuisde velen hiervan. Tegenwoordig woont er slechts een klein aantal gezinnen het hele jaar door op de eilanden. De meeste huizen op de eilanden worden als zomerhuisjes gebruikt. Dit heeft tot gevolg dat het aantal eilandenbewoners in de zomer veel groter is dan in de winter.

## Eilanden
- Bockö
- Brorsö
- Ekö
- Fölsö
- Furö
- Hallö
- Harö
- Joggesö
- Mulö
- Nastensö
- Östra Bokö
- Styrsö
- Tärnö
- Västra Bokö
- Yttre Ekö